# Томка и его друзья
Томка и его друзья (алб. Tomka dhe shokët e tij) — албанская драма режиссера Джанфисе Кеко, снятая в 1977 году на студии Albfilm о группе ребят, которые вступили в борьбу против захватчиков.

## Сюжет
После капитуляции Италии в албанский городок прибывает вермахт. Томка с друзьями, которые увлекаются футболом, наблюдает за происходящим вокруг, собирает оружие. Вскоре нацисты размещают свой лагерь на футбольном поле. Ребятам теперь приходится играть на улице. Это им не нравится. Они присоединяются к местным повстанцам, чтобы помочь в борьбе с врагом.

## В ролях
| Актёр             | Роль               |
| ----------------- | ------------------ |
| Енеа Жеку         | Томка              |
| Зехрудин Докле    | отец Васьки        |
| Генч Мошо         | Гезими             |
| Сотирак Чили      | Томори             |
| Павлина Оча       | мать Томки         |
| Херион Мустафарай | Васька             |
| Артан Путо        | Чело               |
| Сельма Сотилари   | Тефта              |
| Флуранс Иля       | Гури               |
| Джелал Тафай      | Итальянский солдат |